# Тину Саар
Тину Саар (ест. Tõnu Saar; 6 серпня 1944, Куремаа, Йигева, Йигевамаа — 12 липня 2022) — радянський і естонський актор театру, кіно та телебачення.

## Життєпис
Народився 12 серпня 1944 року у селищі Куремаа в родині слюсаря.
1972 року закінчив акторський факультет Таллінської державної консерваторії (курс Вольдемара Пансо).
У 1963—1968 роках працював фотографом.
У 1972—1980 роках — актор Державного молодіжного театру Естонської РСР.
У 1980—1998 роках — актор Естонського державного академічного театру драми ім. В. Кінгісеппа, з 1996 року був керівником трупи.
Одночасно у 1970—1984 роках викладав сценічну мову у Талліннській державній консерваторії.
По виході на пенсію, займався садівництвом, зрідка знімаючись в кіно.
Помер 12 липня 2022 року у 77-річному віці.

## Фільмографія
| Рік  |   | Українська назва              | Оригінальна назва          | Роль               |
| ---- | - | ----------------------------- | -------------------------- | ------------------ |
| 1971 | ф | Дон Жуан в Талліні            | Don Juan Tallinnas         | Дон Пабло, кавалер |
| 1973 | ф | Джерело у лісі                | Ukuaru                     | Артур              |
| 1977 | ф | Ціну смерті запитай у мертвих | Surma hinda küsi surnutelt | епізод             |
| 1977 | ф | Миммі і абетка                | Mõmmi ja aabits            | вовченя            |
| 1978 | ф | Дізнання пілота Піркса        | Test pilota Pirxa          | Курт Вебер         |
| 1980 | ф | Лісові фіалки                 | Metskannikesed             | Лаурі              |
| 1981 | ф | Росія молода                  | Россия молодая             | Джеймс             |
| 1983 | ф | Бічний вітер                  | Küljetuul                  | тренер             |
| 1985 | ф | Документ «Р»                  | Документ «Р»               | епізод             |
| 1986 | ф | Голова Горгони                | Голова Горгоны             | Городецький        |
| 1987 | ф | Закляття долини змій          | Klątwa Doliny Węży         | Саар               |
| 1991 | ф | Пляска смерті                 | Surmatants                 | суддя              |
| 1992 | ф | Сльоза Князя темряви          | Saatana pisar              | Карл, друг Гуннара |
| 1994 | ф | Вогняна вода                  | Tulivesi                   | епізод             |